# Ottilie Metzger

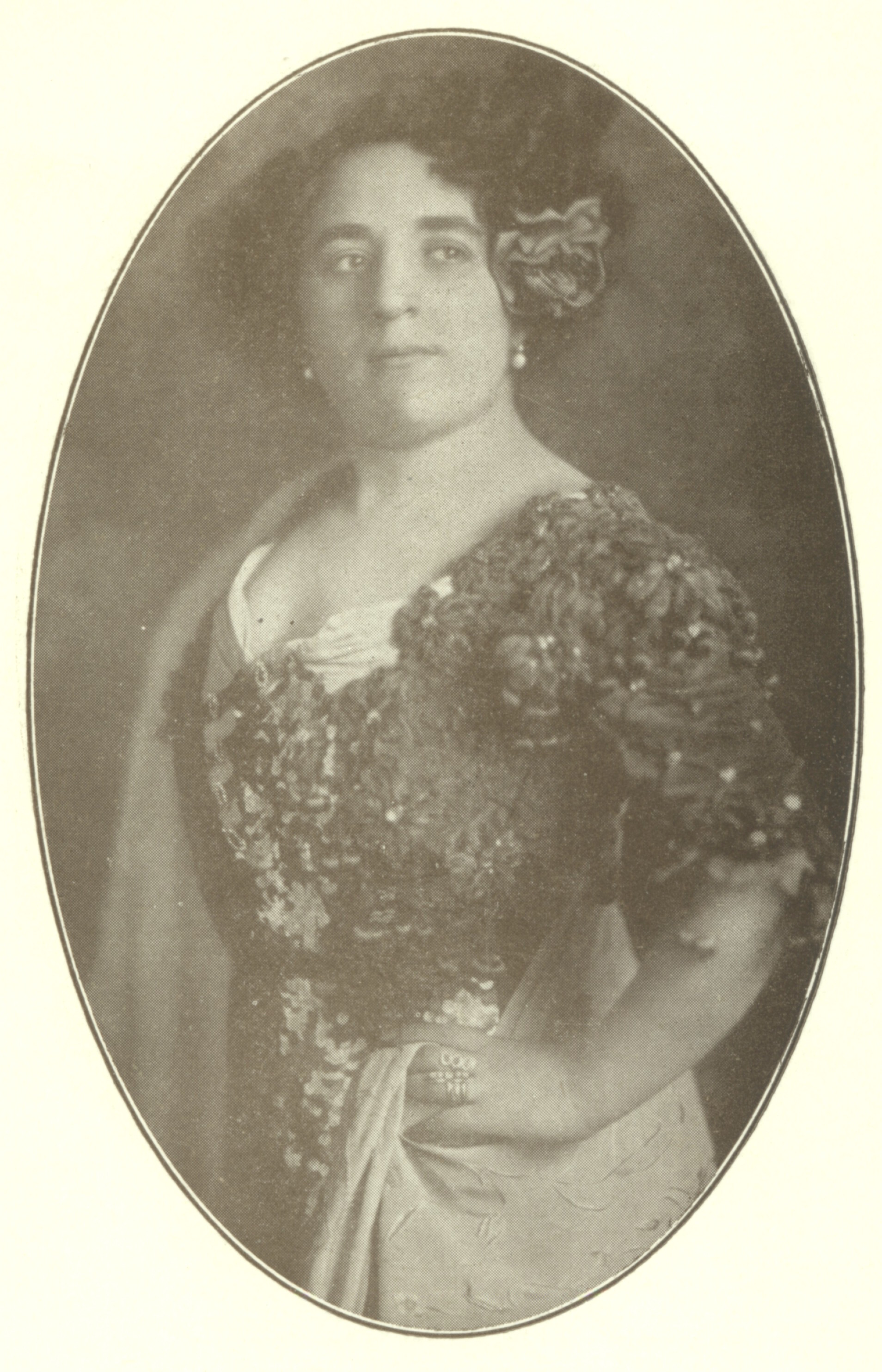
Ottilie Metzger-Lattermann (1917)

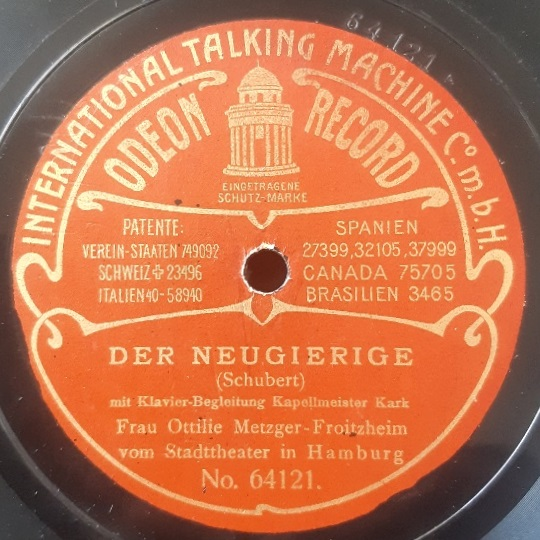
Schallplatte von Ottilie Metzger (Berlin 1906)

Ottilie Metzger-Lattermann (geboren 15. Juli 1878 in Frankfurt am Main; ermordet Ende Februar 1943 im KZ Auschwitz) war eine deutsche Opernsängerin (Alt) und Gesangslehrerin.

## Leben
Ottilie Metzger war Schülerin von Selma Nicklass-Kempner, Georg Vogel und Emanuel Reicher (Schauspiel). Ihr Debüt gab sie 1898 in Halle. Sie hatte Engagements in Köln, war von 1903 bis 1915 erste Altistin in Hamburg und trat bei Gastspielen von Enrico Caruso in den weiblichen Titelrollen auf. Von 1902 bis 1908 war sie mit dem Schriftsteller Clemens Froitzheim verheiratet. In Hamburg lernte sie den Bassbariton Theodor Lattermann kennen, den sie 1910 in zweiter Ehe heiratete.

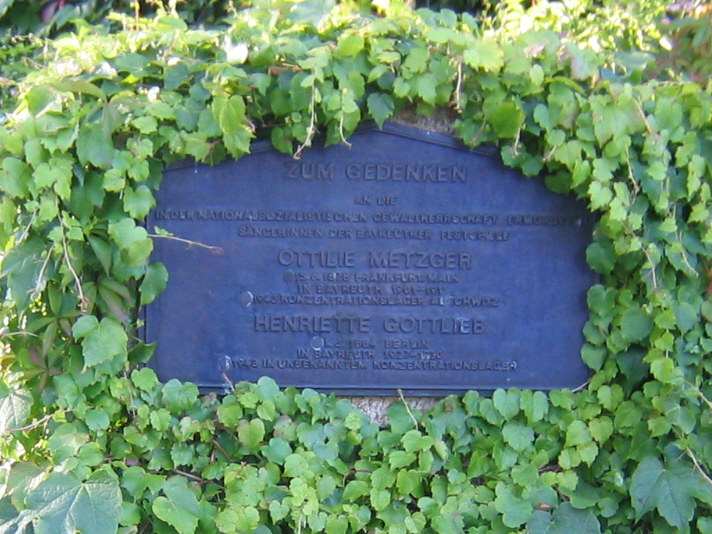
Erinnerungstafel an Henriette Gottlieb und Ottilie Metzger im Festspielpark Bayreuth.

Am 12. September 1910 wirkte sie als Solistin bei der Uraufführung von Gustav Mahlers Achter Sinfonie in München mit. Weitere Stationen ihrer Karriere waren Dresden, Bayreuth, wo sie immer wieder bei den Festspielen auftrat, Wien, St. Petersburg, Prag, Zürich, Amsterdam, München, Budapest, London und eine Tournee mit Leo Blech in den USA (1923). 1925 beendete sie ihre Bühnenlaufbahn (im Zusammenhang mit der schweren Erkrankung ihres Ehemannes, der am 4. März 1926 im Alter von 46 Jahren starb), arbeitete jedoch weiter als Liedsängerin (u. a. begleitet durch Richard Strauss und Hans Pfitzner). Letzte Konzerte gab sie 1933 (unter Dirigent Bruno Walter in Berlin und Otto Klemperer in Dresden). Ab 1927 arbeitete sie als Gesangspädagogin, u. a. am Stern’schen Konservatorium in Berlin, wo sie selbst ihre Ausbildung begonnen hatte. All das endete 1933 mit der Machtergreifung der Nationalsozialisten in Deutschland. In Herbert Gerigks und Theophil Stengels Lexikon der Juden in der Musik wurde sie als Jüdin denunziert und erhielt Auftrittsverbot.
Sie engagierte sich in der Folgezeit 1935–1937 beim Jüdischen Kulturbund. 1939 floh sie zu ihrer Tochter Susanne nach Brüssel. Dort wurde sie 1942 von den Deutschen Besatzern verhaftet, in das Konzentrationslager Auschwitz deportiert und ermordet.

## Phonographie (Auswahl)
Erste Aufnahmen für G&T (Bayreuth 1904), dann zahlreiche Aufnahmen für Odeon (Berlin 1906–08), Gramophone (Berlin 1908–11), Parlophon (Berlin 1911–13) und Pathé (Berlin 1912), zudem Edison-Walzen (Berlin 1911–12).

## Schüler
- Benno Arnold, Opernsänger[4]